# Bataille de Jisr al-Choghour (2011)
Pour les articles homonymes, voir Bataille de Jisr al-Choghour.
Guerre civile syrienne
Batailles
La bataille de Jisr al-Choghour a lieu lors de la guerre civile syrienne.

## Déroulement
Le 4 juin 2011, l'armée lance une opération à Jisr al-Choghour. Le premier jour, les forces de sécurité ouvrent le feu sur une foule de 1 000 personnes qui participait aux funérailles d'un manifestant tué la veille. De violents affrontements éclatent alors : selon l'Observatoire syrien des droits de l'homme (OSDH), huit agents des forces de l'ordre et 27 civils sont tués les 4 et 5 juin.
Le 6 juin, les combats sont particulièrement violents : les autorités syriennes évoquent une embuscade contre les forces de police,. Des manifestants pillent un poste de police et s'arment tandis que de nombreux soldats désertent et rejoignent les insurgés. Selon le gouvernement syrien, 120 policiers sont tués dans la journée du 6 juin. Selon les médias du régime, les corps des policiers tués sont mutilés, voir décapités et des édifices gouvernementaux sont incendiés,. Les autorités syriennes promettent alors de réagir « avec force ».
De son côté, la population commence à fuir massivement la ville : les départs s'intensifient le 6 juin et le 12 juin Jisr al-Choghour est pratiquement déserte,. Environ 10 000 civils trouvent refuge en Turquie et 10 000 autres s'entassent près de la frontière,.
Le 10 juin, l'armée syrienne contre-attaque et commence à pilonner Jisr al-Choghour à l'arme lourde, avant d'entrer dans la ville deux jours plus tard,. L'armée mobilise alors 15 000 soldats dans la région, avec des chars et des hélicoptères. Quelques rares accrochages ont lieu à l'intérieur de ville, faisant au moins trois morts,. Au moins plusieurs dizaines de personnes sont également arrêtées. Cependant les désertions massives se poursuivent lors des opérations de ratissage et de violents combats entrent loyalistes et déserteurs éclatent le 12 juin,,,. Un habitant déclare à l'AFP avoir vu des chars de l'armée s'affronter entre-eux. Néanmoins le 13 juin, l'armée annonce que la ville est sous son contrôle.

## Les pertes
Le bilan des combats à Jisr al-Choghour est particulièrement lourd pour le régime. Selon le gouvernement syrien, 120 policiers ont été tués à Jisr al-Choghour dans la seule journée du 6 juin, alors qu'auparavant le bilan total était de 160 morts pour les forces de sécurité dans l'ensemble de la Syrie.
L'Observatoire syrien des droits de l'homme (OSDH) déclare également que 140 militaires et policiers ont été tués  à Jisr al-Choghour les 4, 5 et 6 juin. Il indique alors que ces combats font passer à au moins 300 le nombre des militaires et policiers tués en Syrie depuis le début des manifestations de mars 2011.
Selon la Fédération internationale des ligues des droits de l'homme et le Damascus Center for Human Rights Studies, plus de 130 personnes ont été tuées et 2 000 autres arrêtées par l'armée pendant les opérations militaires à Jisr al-Choghour.